# Независно удружење новинара Републике Српске
Независно удружење новинара Републике Српске (НУН РС) је независно и ванстраначко удружење које окупља новинаре Републике Српске, а које је основано ради заштите радних права и професионалног дигнитетa новинара Републке Српске. Као независна организација, ово удружење није званично удружења новинара Републике Српске, али по усвојеном статуту приоритет организације је одржање демократског амбијента медија Републике Српске, као и организовање јединственог удружења новинара Српске. План НУНРС-е је изградња новинарског дома у Бањалуци. Удружење поред новинара окупља и медијске раднике Републике Српске. Поред НУНРС у Републици Српској постоје и Удружење новинара Републике Српске (члан Свјетске новинарске асоцијације) и Удружење младих новинара Републике Српске. Један од главних циљева НУНРС је да уједини три постојећа удружења новинара Републике Српске у јединствену новинарску организацију Републике Српске.

## Јавни наступи
- Независно удружење новинара Републике Српске 17. јан 2011. осудило „медијски терор“ медија у Федерацији БиХ над медијима из Републике Српске, као и говор мржње[1][2] у медијима у Федерацији БиХ.[2]
- НУН РС осудио говор мржње и вербални напад Ејупа Ганића[3] на новинарку из Републике Српске 6. марта 2011. поводом хапшења Јована Дивјака због учешћа у масакру у Добровољачкој улици у Сарајеву 1992.[3]

## Историја
Независно удружење новинара Републике Српске које је окупљало један дио новинара из Републике Српске је у децембру 2004. године заједно са „Независном унијом професионалних новинара БиХ“ из Сарајева и „Удружењем новинара Апел“ из Мостара основало удржење „БХ новинари“ са сједиштем у Сарајеву. То је уједно било једино удружење новинара које је окупило новинаре из Српске и Федерације БиХ. До тада је у Републици Српској постојало само Удружење новинара Републике Српске које је члан Свјетске новинарске асоцијације и које се није удруживало са новинарским организацијама у Федерацији БиХ. Независно удружење новинара Републике Српске је као оснивач удружења „БХ новинари“ радило у саставу тог удружења све до краја 2010. године када су чланови НУНРС, односно новинари из Републике Српске одлучили да се повуку из удружења „БХ новинари“ и тиме ускрате легитимитет овом удружењу када су у питању новинари и медији из Републике Српске. Разлог за повлачење је осуда начина рада удружења „БХ новинари“ које није представљало интересе новинара из Републике Српске. Између осталог, новинари из Српске су захтијевали да заједничко удружење осуди медијску кампању и говор мржње у медијима Федерације БиХ, а која је била уперена против Републике Српске и јавних личност Републике Српске. На конференцији за новинаре 10. јануара 2011. у Бањалуци, НУНРС је усвојио устав и изабрао председништво, те дао јавну изјаву којом се ускраћује легитимитет удружењу „БХ новинари“ везано за новинаре из Републике Српске. Независно удружење новинара Републике Српске је том приликом усвојило устав у коме је као циљ зацртано јединство удружења новинара Републике Српске. НУНРС се 17. јануара поново огласио са захтјевом да се заустави „медијски терор који врши Федерална телевизија над медијима са сједиштем у Републици Српској“, као и став да су „медији у Републици Српској били жртве вишегодишње хајке Федералне телевизије“. НУНРС је јао примјер говора мржње медија у Федерацији БиХ навео како су јавне личности Српске у медијима Федерације БиХ „представљени као фашисти, што је отворен позив на њихов линч и увод у физичку ликвидацију“. Између осталог, НУНРС је Федералну телевизију назвао пропагандном машинеријом, „која је на медијску сцену вратила језик мржње и класичног прогона људи само зато што не мисле као они или што припадају другом народу“. Ово је уједно било иступање НУНРС на јавну сцену у циљу заштите интереса новинара и медијских радника Српске.

## Организација НУНРС
Вођство удружења је изабрано на Сједници која је одржана 10. јануара 2011. у Бањалуци. Председник Независног удружење новинара Републике Српске је Драган Јеринић, а председник Скупштине је Божидар Стајчић из РТРС-а.

### Чланови управног одбора
- Горан Маунага (Глас Српске)
- Синиша Михаиловић (РТРС)
- Дубравка Благојевић (СРНА)
- Саша Бижић (Нови Репортер)
- Драган Јеринић (Независне новине)

### Остали управни органи
- Дарко Гавриловић (Глас Српске)
- Гвозден Шарац (РТРС)
- Борјана Радмановић (Независне новине)
- Слободан Пешевић (Вечерње новости)
- Весна Јефтић (РТРС)
- Љерка Бјелица (СРНА)